# Rachidje is plat
Rachidje is plat is het 120ste album in de reeks de avonturen van Urbanus.

## Verhaal
Urbanus koopt op Ebay een gigantische berg grof vuil en wil die naar Appelterre brengen, maar landt per ongeluk op Frullo. Daar wordt er een gigantische meteoriet naar de Aarde gegooid en verwoest Rachidje, het hondje van een oliesjeik. Daarna krijgt hij van de sjeik 10 miljoen omdat hij denkt dat er een hondendrol van Rachidje aan zijn schoen hangt en gebeurt er van alles...